# Ambasada Belize przy Stolicy Apostolskiej
Ambasada Belize przy Stolicy Apostolskiej – misja dyplomatyczna Belize przy Stolicy Apostolskiej. Ambasada mieści się w Rzymie.

## Historia
Stolica Apostolska nawiązała stosunki dyplomatyczne z Belize 9 marca 1983.